# Birnlücke
Birnlücke – przełęcz w grani głównej Alp Centralnych, oddzielająca położone na wschód od niej Wysokie Taury od położonych na zachód od niej Alp Zillertalskich. Położona jest na wysokości 2665 m n.p.m.
Przejście przez przełęcz Birnlücke stanowi połączenie regionu Oberpinzgau w Austrii z doliną Ahrntal w Południowym Tyrolu ścieżką dostępną jedynie dla pieszych turystów. Brak drogi jezdnej odpowiedniej dla samochodów, nawet terenowych. Ze względu na ochronę przyrody oraz trudne warunki terenowe budowa takiej drogi nie jest planowana.